# Vargašinskij rajon
Il Vargašinskij rajon (in russo Варгашинский район?) è un rajon dell'Oblast' di Kurgan, nel Bassopiano della Siberia occidentale.